# Coupe de l'UFOA 2009
Navigation
Édition précédente Édition suivante
La Coupe de l'UFOA  2009 est la 25e édition de la Coupe de l'UFOA, qui est disputée par les meilleurs clubs d'Afrique de l'Ouest non qualifiés pour la Coupe des clubs champions africains ou la Coupe d'Afrique des vainqueurs de coupe. 
Toutes les rencontres sont disputées en matchs aller et retour. Le club guinéen de Horoya AC remporte la compétition en battant les senegalais d'ASC HLM en finale. C'est le tout premier titre international d'un club nigérian.
Cette édition de la Coupe de l'UFOA se distingue par le très faible nombre d'équipes engagées.

## Participants
| - Sunshine Stars FC - Liberty Professionals - ASFA Yennenga - USS Kraké - Gombe United FC - Akokana FC - USC Bassam - AS Tonnerre de Bohicon | - Stade de Mbour - Horoya AC - AS Bakaridjan de Baroueli - ASC HLM Dakar - Sahel SC |

## Premier tour

### Groupe A
| Équipe 1       | Résultat | Équipe 2              | Aller | Retour |
| -------------- | -------- | --------------------- | ----- | ------ |
| Stade de Mbour | 1 - 2    | Horoya AC             | 1 - 1 | 0 - 1  |
| AS Bakaridjan  | forf.    | ASC HLM               | -     | -      |
| Sunshine Stars | 3 - 5    | Liberty Professionals | 3 - 3 | 0 - 2  |
| ASFA Yennenga  | 1 - 0    | Seme-Kraké            | -     | -      |

### Groupe B
| Équipe 1      | Résultat | Équipe 2    | Aller | Retour |
| ------------- | -------- | ----------- | ----- | ------ |
| Gombe United  | -        | Akokana AC  | -     | -      |
| USC Bassam    | -        | AS Tonnerre | -     | -      |
| Sahel SC      | -        | exempt      | -     | -      |
| ASFA Yennenga | 1 - 0    | Seme-Kraké  | -     | -      |

## Deuxième tour
| Équipe 1                | Résultat | Équipe 2      | Aller | Retour |
| ----------------------- | -------- | ------------- | ----- | ------ |
| Liberty Professionals , | -        | Sahel SC      | -     | -      |
| ASC HLM                 | 0 - 1    | AS Tonnerre   | -     | -      |
| Sahel SC                | -        | exempt        | -     | -      |
| Gombe United            | 2 - 3    | ASFA Yennenga | 2 - 1 | 0 - 2  |

## Troisième tour
| Équipe 1      | Résultat | Équipe 2              | Aller | Retour |
| ------------- | -------- | --------------------- | ----- | ------ |
| ASFA Yennenga | 2 - 5    | Liberty Professionals | 0 - 0 | 2 - 5  |

## Quatorzième tour/Repêchage
| Équipe 1      | Résultat        | Équipe 2 | Aller | Retour |
| ------------- | --------------- | -------- | ----- | ------ |
| ASFA Yennenga | 2 - 2 (4-3 tab) | ASC HLM  | 2 - 0 | 0 - 2  |

## Demi-finales
- Matchs disputés le 11 décembre 1988 en Lomé.

| Équipe 1     | Résultat        | Équipe 2  |
| ------------ | --------------- | --------- |
| Gomido       | 1 - 2           | Horoya AC |
| Liberty Pros | 1 - 1 (0-3 tab) | ASC HLM   |

## Finale
- Source[9]

| 13 décembre 2009 | ASC HLM         | 1 - 2 | Horoya AC                                    | Stade Général Eyadema, Lomé |  |
|                  | Bakary Mbaye 2H |       | Sylla Fode Moussa 26e · Aboubacar Kamara 44e |                             |  |